# ブルーシア (小惑星)
ブルーシア (323 Brucia) は火星横断小惑星のひとつである。また天体写真によって発見された初めての小惑星であり、200以上の小惑星を発見し、天体の探索方法の草分けとなったマックス・ヴォルフにとって最初に発見した小惑星でもある。
1891年に発見され、天文学界のパトロンであったアメリカ人女性のキャサリン・ブルース (Catherine Wolfe Bruce) を称えて命名された。